# 요하네스 R. 베허

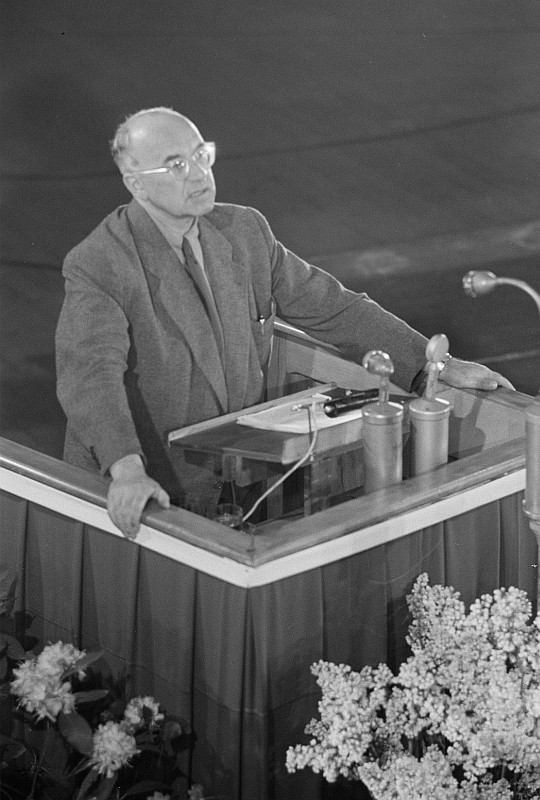
1951년

요하네스 R. 베허(Johannes R. Becher, 1891년 5월 22일 ~ 1958년 10월 11일)는 독일의 시인이다.
하인리히 폰 클라이스트 찬가(讚歌) <고투하는 사람들>(1911)로 시단에 데뷔하였다. 시집 <멸망과 승리>(1914)를 발표, 표현주의 좌파의 대표적 시인이 되었다. 사실적 시집 <위대한 계획>(1931)을 발표하고, 이어 소련(현 러시아)으로 망명하였다(1933). 1951년 귀국 후 소위 동독의 문화상(文化象)을 역임하고 귀국 후의 시집에는 <새로운 독일민요>(1950), <먼 행복 가까이서 빛나고>(1951) 등이 있다. 또한 동독의 국가인 <폐허에서 부활하여>를 작사한 것으로 알려져있다.